# San Ignacio Ojo de Agua
San Ignacio Ojo de Agua är en ort i Mexiko.   Den ligger i kommunen Huasca de Ocampo och delstaten Hidalgo, i den sydöstra delen av landet, 110 km nordost om huvudstaden Mexico City. San Ignacio Ojo de Agua ligger 2 071 meter över havet och antalet invånare är 132.
Terrängen runt San Ignacio Ojo de Agua är huvudsakligen kuperad, men den allra närmaste omgivningen är platt. Runt San Ignacio Ojo de Agua är det ganska tätbefolkat, med 75 invånare per kvadratkilometer. Närmaste större samhälle är Mineral del Monte, 16,8 km sydväst om San Ignacio Ojo de Agua. Omgivningarna runt San Ignacio Ojo de Agua är en mosaik av jordbruksmark och naturlig växtlighet.